# Liste der Gemeinden im Komitat Nógrád
Diese Liste umfasst die Städte und Gemeinden des Komitats Nógrád in Ungarn. Sie umfasst 6 Städte und 123 Gemeinden.
Alle Angaben beziehen sich auf den  1. Januar 2016

## Städte

### Stadt mit Komitatsrecht
Eine Stadt mit Komitatsrecht (ungarisch megyei jogú város) erfüllt im Bereich der Komitatsverwaltung zusätzliche Aufgaben gegenüber den anderen Städten und Gemeinden des Komitats.
- Salgótarján (35.188 Einwohner) ist Sitz der Komitatsverwaltung.

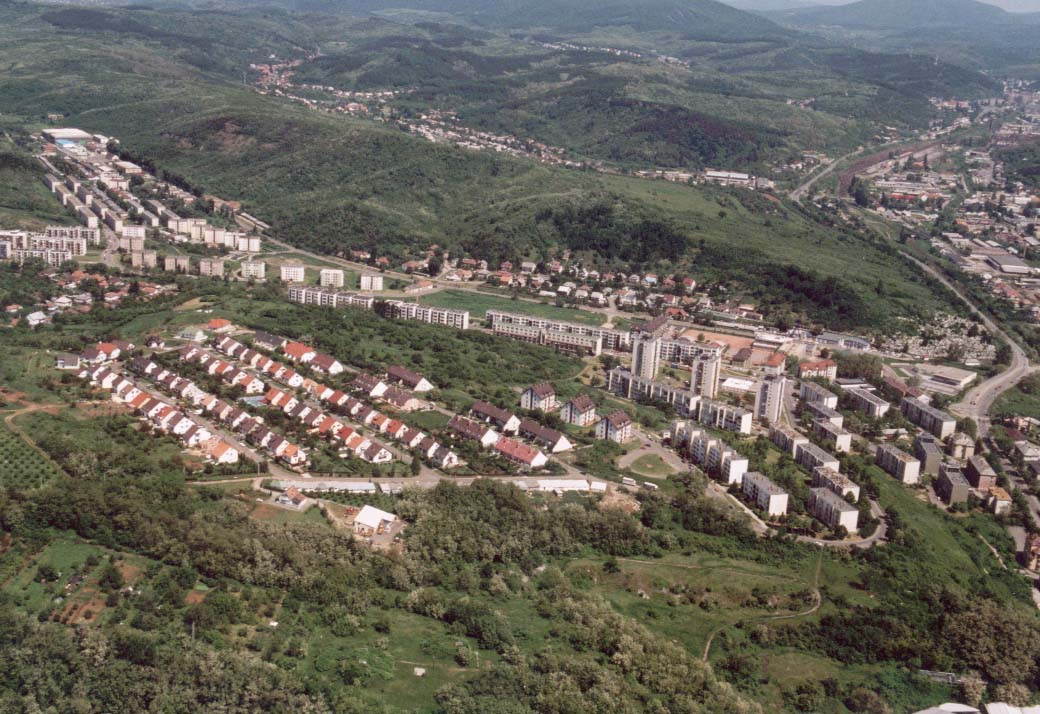
Luftaufnahme von Salgótarján

### Städte
| Nr. | Stadt          | Bevölkerung | Kreis                |
| --- | -------------- | ----------- | -------------------- |
| 1.  | Salgótarján    | 35 188      | Kreis Salgótarján    |
| 2.  | Balassagyarmat | 15 280      | Kreis Balassagyarmat |
| 3.  | Bátonyterenye  | 12 221      | Kreis Bátonyterenye  |
| 4.  | Pásztó         | 9212        | Kreis Pásztó         |
| 5.  | Szécsény       | 5883        | Kreis Szécsény       |
| 6.  | Rétság         | 2722        | Kreis Rétság         |

### Gemeinden bzw. Großgemeinden
| - Alsópetény - Alsótold - Bánk - Bárna - Becske - Bercel - Berkenye - Bér - Bokor - Borsosberény - Buják - Cered - Cserháthaláp - Cserhátsurány - Cserhátszentiván - Csesztve - Csécse - Csitár - Debercsény - Dejtár - Diósjenő | - Dorogháza - Drégelypalánk - Ecseg - Egyházasdengeleg - Egyházasgerge - Endrefalva - Erdőkürt - Erdőtarcsa - Etes - Érsekvadkert - Felsőpetény - Felsőtold - Galgaguta - Garáb - Herencsény - Héhalom - Hollókő - Hont - Horpács - Hugyag - Iliny | - Ipolyszög - Ipolytarnóc - Ipolyvece - Jobbágyi - Karancsalja - Karancsberény - Karancskeszi - Karancslapujtő - Karancsság - Kazár - Kálló - Keszeg - Kétbodony - Kisbágyon - Kisbárkány - Kisecset - Kishartyán - Kozárd - Kutasó - Legénd - Litke | - Lucfalva - Ludányhalászi - Magyargéc - Magyarnándor - Márkháza - Mátramindszent - Mátranovák - Mátraszele - Mátraszőlős - Mátraterenye - Mátraverebély - Mihálygerge - Mohora - Nagybárkány - Nagykeresztúr - Nagylóc - Nagyoroszi - Nemti - Nézsa - Nógrád - Nógrádkövesd | - Nógrádmarcal - Nógrádmegyer - Nógrádsáp - Nógrádsipek - Nógrádszakál - Nőtincs - Őrhalom - Ősagárd - Palotás - Patak - Patvarc - Piliny - Pusztaberki - Rákóczibánya - Rimóc - Romhány - Ságújfalu - Sámsonháza - Somoskőújfalu - Sóshartyán - Szalmatercs | - Szanda - Szarvasgede - Szátok - Szendehely - Szente - Szécsénke - Szécsényfelfalu - Szilaspogony - Szirák - Szuha - Szurdokpüspöki - Szügy - Tar - Terény - Tereske - Tolmács - Vanyarc - Varsány - Vizslás - Zabar |